# Xuanzang (película)
Xuanzang o Xuan Zang es una película de aventura histórica coproducida entre India y China de 2016 basada en el largo viaje de diecisiete años de Xuanzang a la India durante la dinastía Tang en el siglo VII. La película está dirigida por Huo Jianqi y producida por Wong Kar-wai. Está protagonizada por Huang Xiaoming, Kent Tong, Purba Rgyal y Tan Kai. Fue estrenada en China e India el 29 de abril de 2016, con distribución en China por parte de China Film Group Corporation. Fue seleccionada como la entrada china para la Mejor Película de Lengua Extranjera en los 89 Premios de la Academia, pero no fue nominada. 'Xuan Zang' se proyectó en el 2 ° Festival de Cine Asiático Anual el lunes 31 de octubre de 2016 en Culver City, California.

## Trama
En la China gobernada por la dinastía Tang durante la era de "Zhen Guan" (nombre de la era durante el gobierno del emperador Taizong), el joven monje Xuan Zang, en búsqueda del conocimiento en el budismo, se embarca en un viaje a la India, que está plagado de peligros, aventuras y desastres naturales, en el cual ve los sufrimientos de la gente común. Debe enfrentar grandes dificultades en el proceso; los soldados se interponen en su camino, sus discípulos lo traicionan, él lucha a través de los desiertos, se queda sin comida y agua, todo en la búsqueda de las enseñanzas de Buda. Finalmente llega a la India y estudia el budismo con seriedad. Para cuando regresa a China, ya tiene 50 años.

## Elenco
| - Huang Xiaoming como Xuanzang. - Kent Tong como Moksha Gupta. - Purba Rgyal como Shi Putuo. - Tan Kai como Wang Xiang. - Luo Jin como Li Chang. - Xu Zheng como Li Daliang. - Andrew Lin como Qu Wentai. - Che Xiao como la madre de Xuanzang (flashback). - Vivian Dawson como Wu Qing. - Jiang Chao - Zhao Liang - Wang Huichun - Winston Chao como Emperador Taizong de Tang. - Lou Jiayue - Fang Zheng - Liu Weisen | - Zhou Yutong - Sang Xianfu - Huang Deyi - Jonathan Kos-Read - Ram Gopal Bajaj como Śīlabhadra. - Sonu Sood como Emperador Harshavardhana. - Vatsaal Raja como el Rey Bhaskar Varman. - Ali Fazal - Neha Sharma - Mandana Karimi como Rajyashri. - Prithvi Zutshi - Rajesh Khera - Sanjay Gurbaxani - Karim Hajee - Sharan Pal Singh - Agast Anand | - Ratnesh Dubey - Arif Ali - Vijay Pal - Suhasini Mulay - Shishir Sharma - Suha Hoshi - Chaundu Naryanl - Satish Bhargav |

## Banda sonora
- "Heart Sutra" interpretada por Faye Wong
- "Qiannian Yibannuo" (千年一般若) interpretada por Huang Xiaoming & Han Lei

## Producción
El 4 de mayo de 2015, los productores celebraron la Conferencia de Cine Sino-India de Cooperación e Intercambio de Noticias Informativas en Pekín y anunciaron que estarían produciendo la película con India. La película fue producida por la productora estatal china China Film Corporation y Eros International.
El rodaje comenzó el 6 de junio de 2015 en las Montañas Flameantes (Huoyanshan, China: 火焰山) en Turpan, Xinjiang. Huang Xiaoming desempeñó el papel más importante: monje de la dinastía Tang Xuanzang.
El rodaje tuvo lugar en la región de Turpan, Changji, Altay, Aksu, Kashi y cerca de diez zonas de Gansu, India y otras zonas transfronterizas.

## Recepción
La película recaudó US$ 2,94 millones en su primer fin de semana en China.

## Premios y nombramientos
- 12.º Chinese American Film Festival[16]
  -  'Golden Angel Award Film' 
  -  'Mejor guionista'
- 31 ° Golden Rooster Awards
  - Nominado - Mejor fotografía (Sun Ming)
  - Nominado - Mejor sonido (Chao Jun)
  - Nominado - Mejor dirección de arte (Wu Ming)
  - Nominado - Mejor banda sonora original (Wang Xiaofeng)